# 甘川灯心草
甘川灯心草（学名：Juncus leucanthus）为灯心草科灯心草属的植物。分布在不丹、锡金、印度以及中国大陆的四川、甘肃、陕西、西藏、云南等地，生长于海拔3,000米至4,000米的地区，一般生长在高山草甸以及阴坡湿地，目前尚未由人工引种栽培。

## 异名
- Juncus leucanthus Royle ex D. Don var. alpinus Buchen.